# 아일랜더즈
아일랜더즈(ISLANDERS)는 독일 인디 게임 스튜디오 그리즐리 게임스(Grizzly Games)에서 개발 및 배급한 캐주얼 도시 건설 게임이다. 2019년 4월 4일 윈도우용 스팀에서 처음 출시되었으며 그 해 6월에 macOS 및 리눅스에 대한 지원이 추가되었다. 콘솔용 버전은 2021년 8월 11일에 닌텐도 스위치용으로, 2021년 8월 26일에 플레이스테이션 4 및 엑스박스 원용으로 출시되었다. 이 버전은 2022년 5월 그리즐리 게임스에서 프랜차이즈를 인수했다고 발표한 코트싱크(Coatsink)에서 배급했다.
아일랜더즈에서 플레이어는 인벤토리에서 절차적으로 생성된 섬에 건물을 전략적으로 배치하여 포인트를 얻는다. 포인트를 획득하면 건물 인벤토리가 다시 채워지고 결국 새로운 유형의 건물이 잠금 해제되고 새로운 섬으로 이동하여 세션을 계속할 수 있다. 사용 가능한 건물이 없거나 건물을 배치할 공간이 없어 더 이상 포인트를 얻을 수 없을 때 세션이 종료된다. 게임의 전반적인 목표는 단일 세션에서 가능한 가장 높은 점수를 얻는 것이다.
아일랜더즈는 그리즐리 게임스 소속 일원이 HTW 베를린에서 비디오 게임 디자인 학위를 수료하는 동안 7개월에 걸쳐 개발되었다. 개발자들은 도시 건설 게임에 대한 상호간의 사랑에서 영감을 얻었고 소규모 팀과 함께 작업하는 한계 때문에 아일랜더즈를 디자인할 때 단순함을 수용하기로 결정했다. 새로운 섬의 절차적 생성을 채택함으로써 그들은 게임의 메커니즘을 단순하게 유지하면서 플레이어에게 반복 세션을 위해 게임을 매력적으로 만들 수 있는 충분한 다양성을 제공할 수 있었다.
아일랜더즈는 2019년 4월 스팀에서 가장 많이 팔린 20개 릴리스 중 하나였다. 비판적인 반응은 일반적으로 긍정적이었다. 대부분의 리뷰는 게임의 미니멀한 디자인 요소인 낮은 폴리 비주얼, 편안한 사운드 디자인, 단순하지만 매력적인 게임 플레이 메커니즘을 강조했다. 이러한 동일한 속성은 더 복잡할 여지가 있다고 생각하는 리뷰어들로부터 어느 정도 비판을 받았다. 여러 비디오 게임 저널리스트가 2019년 가장 좋아하는 게임 목록에 올렸다.